# Milburn (Oklahoma)
Milburn é uma cidade  localizada no estado norte-americano de Oklahoma, no Condado de Johnston.

## Demografia
Segundo o censo norte-americano de 2000, a sua população era de 312 habitantes.
Em 2006, foi estimada uma população de 305, um decréscimo de 7 (-2.2%).

## Geografia
De acordo com o United States Census Bureau tem uma área de
1,2 km², dos quais 1,2 km² cobertos por terra e 0,0 km² cobertos por água. Milburn localiza-se a aproximadamente 215 m acima do nível do mar.

## Localidades na vizinhança
O diagrama seguinte representa as localidades num raio de 20 km ao redor de Milburn.